# Frälsarens förklarings kyrka, Vília
Frälsarens förklarings kyrka (grekiska: Ιερός Ναός Μεταμορφώσεως του Σωτήρος) är en grekisk-ortodox kyrkobyggnad belägen i byn Vília, i regionen Attika, i sydöstra Grekland.
Kyrkan är helgad åt Kristi förklaring.

## Historik
Frälsarens förklarings kyrka i Vília byggdes år 1893 enligt ritningar av arkitekt Ernst Ziller.

## Kyrkan
Kyrkan är 20 meter hög.

## Bilder

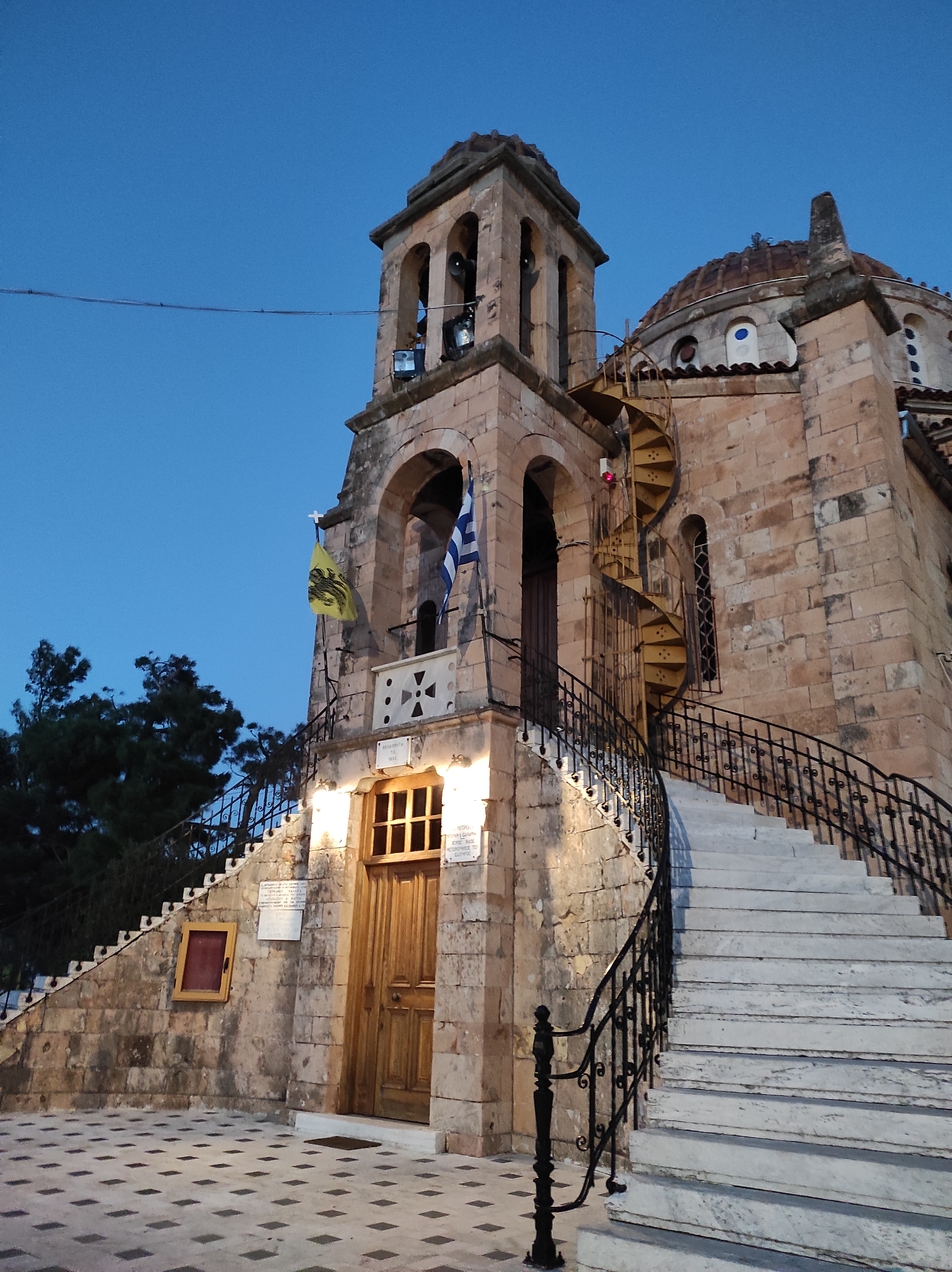
Närmare bild på framsidan.